# Oenopota harpa
Oenopota harpa is een slakkensoort uit de familie van de Mangeliidae. De wetenschappelijke naam van de soort is voor het eerst geldig gepubliceerd in 1885 door Dall.